# Úrvalsdeild Karla 1954
La Úrvalsdeild Karla 1954 fue la 43.ª edición del campeonato de fútbol islandés. El campeón fue el ÍA. Descendió el Víkingur.

## Tabla de posiciones
|   | Equipo          | PJ | PG | PE | PP | GF | GC | DG  | Pts |
| - | --------------- | -- | -- | -- | -- | -- | -- | --- | --- |
| 1 | ÍA              | 5  | 4  | 1  | 0  | 20 | 4  | +16 | 9   |
| 2 | KR Reykjavik    | 5  | 3  | 2  | 0  | 9  | 6  | +3  | 8   |
| 3 | Fram Reykjavik  | 5  | 2  | 1  | 2  | 21 | 11 | +10 | 5   |
| 4 | Valur Reykjavik | 5  | 1  | 2  | 2  | 4  | 5  | -1  | 4   |
| 5 | Þróttur         | 5  | 1  | 1  | 3  | 5  | 22 | -17 | 3   |
| 6 | Víkingur        | 5  | 0  | 1  | 4  | 2  | 12 | -10 | 1   |